# 통혼 (1939년)
통혼(중국어 정체자: 湯漢, 간체자: 汤汉, 병음: Tàng Hàn 탕한[*], 1939년 7월 31일 - )은 중국의 로마 가톨릭교회 추기경이다. 현재 홍콩 교구장 주교직(Bishop of Hong Kong 香港) 을 맡고 있으며, 교황 베네딕토 16세에 의해 추기경에 서임되었다. 세례명은 요한이다.
어린 시절 통혼은 홍콩으로 돌아오기 전에 10년 동안 광저우 화두에 살았다. 그는 홍콩중문대학교에서 철학석사 학위를 받았으며 교황청립 우르바노 대학교에서 박사학위 과정을 밟고 있다. 통혼은 1966년 12월 9일 사제 서품을 받았다. 1996년 9월 13일 그는 홍콩 교구의 보좌주교로 서임되었다. 통혼은 홍콩의 성령 연구 센터에서 24년간 근무하다가 2003년 교황청 인류복음화성 위원으로 위촉되었다. 2005년 3월 통혼은 홍콩의 다른 종교 지도자들과 함께 교황의 대리인 자격으로 광저우를 공식 방문하였다. 그들은 광저우 정치협의위원회 의장인 주전중의 초대를 받아 연회 오찬 자리에 참석하였다.
2010년 통혼은 성탄절 메시지에서 중국 정부에게 류샤오보와 사회운동가 자오리안하이 그리고 그밖에도 인권증진활동으로 인해 체포되어 투옥당한 모든 사람을 석방해줄 것을 요청하였다. 또한 그는 중국 정부에 종교의 자유를 보장해줄 것과 투옥당한 지하 교회의 모든 성직자를 석방할 것을 촉구하였다.
2008년 1월 30일 통혼은 교황 베네딕토 16세에 의해 홍콩 교구의 부교구장 주교로 임명되었다. 통혼은 2006년부터 일찍이 교회 내에서 천르쥔 추기경의 일을 이어받을 사람으로 내정되었다. 하지만 그는 홍콩 교구장 주교직을 물려받는 것에 대해 그리 기쁜 마음은 아니라며 심정을 털어놓았다. 2009년 4월 15일 천르쥔 추기경이 홍콩 교구장 주교직에서 은퇴함에 따라 통혼이 교구장 주교직을 승계받았다.
2012년 2월 18일 통혼은 교황 베네딕토 16세에 의해 로마교구의 레지나 아포스톨로룸 성당의 사제급 추기경으로 서임되었다.